# Savanes (Elfenbenskysten)
Distriktet Savanes (fransk: District du Savanes) er et af fjorten administrative distrikter i Elfenbenskysten.  Distriktet ligger i den nordlige  del af landet og hovedstaden er byen Korhogo.

## Oprettelse
Distriktet Savanes blev oprettet i 2011 i en administrativ reorganisering af inddelingen i Elfenbenskysten. Distriktets område blev dannet af den tidligere Savanes region.

## Administrativ inddeling
Savanes er delt i tre regioner og nedenstående departementer :
- Bagoué region (regionssæde i Boundiali)
  - Boundiali departement
  - Kouto departement
  - Tengréla departement
- Poro region (regionssæde også i  Korhogo)
  - Korhogo departement
  - Sinématiali departement
  - Dikodougou departement
  - M'Bengué departement
- Tchologo region (regionssæde i Ferkessédougou)
  - Ferkessédougou departement
  - Ouangolodougou departement
  - Kong departement

## Befolkning
Ifølge folketællingen for 2021 har Sassandra-Marahoué-distriktet en befolkning på 2.159.434 Befolkningen er hovedsageligt muslimsk.